# MediaWiki
MediaWiki ist eine frei verfügbare Verwaltungssoftware für Inhalte in Form eines Wiki-Systems. Dies bedeutet, dass jeder Benutzer die Inhalte per Zugriff über den Browser ändern kann. Sie wurde ursprünglich für die freie Enzyklopädie Wikipedia entwickelt. MediaWiki steht unter der GPL-Lizenz und ist somit frei und kostenlos verfügbar.

## Aufbau, Funktionen und Nutzung

### Technische Basis
Die Software MediaWiki ist in der Skriptsprache PHP geschrieben. Zum Speichern der Inhalte wird das relationale Datenbankverwaltungssystem MySQL oder dessen Fork MariaDB genutzt. Alternativ können auch PostgreSQL oder SQLite als Datenbank-Backend verwendet werden, wobei deren Unterstützung teilweise jedoch experimentell ist.

### Funktionsumfang
- Einteilung der Seiten in Kategorien und Namensräume
- Erzeugen von Inhaltsverzeichnissen[2]
- sortierbare Tabellen[3]
- Anzeige von Rückverweisen (Backlinks) auf Seiten.
- Versionsverwaltung von Artikeln und Mediendateien
- Vorlagen für oft benötigte Textabschnitte
- Interwiki-Links verweisen zu anderen Wiki-basierten Projekten. (In der Online-Enzyklopädie Wikipedia beispielsweise verweisen Interwiki-Links zu Artikeln anderer Sprachversionen oder zu anderen Projekten wie Commons.)
- Verknüpfung der Artikel in mehreren Sprachen durch Interlanguage-Links
- Anzeige der letzten Änderungen (auch als RSS- oder Atom-Web-Feed)
- Benutzerrechteverwaltung:
  - Vergabe von Rechten an frei definierbare Benutzergruppen
  - Rechtevergabe an einzelne Benutzer durch die Benutzergruppe der Bürokraten
  - Benutzern von Administratoren das Schreibrecht entziehen lassen
- Sperren von Artikeln für Änderungen von verschiedenen Benutzergruppen
- Volltextsuche
- Individuelle Anpassbarkeit des Erscheinungsbildes mit CSS und der Funktion mit JavaScript und jQuery.[4] Auf Wikipedia hat dies zu einer Vielzahl von zusätzlichen Tools geführt.[5][6]
- Individuelle Anpassbarkeit der Funktionen durch Erweiterungen
- Umfangreiche Unterstützung von fast 400 Sprachen[7]

### Namensraum
Die Seiten eines Mediawiki werden in Namensräumen (engl.: Namespace) organisiert. Der zentrale Namensraum (NR) ist der Artikel-Namensraum (ANR). Zu jedem Namensraum gibt es einen zusätzlichen Namensraum für Diskussionen, und dort zu jedem Artikel automatisch eine Diskussions-Seite.
Jedes Mediawiki wird in der Basisversion mit folgenden 16 Namensräumen ausgeliefert:
| Index | Namensraum (NR) | Abkürzung | Inhalt | Diskussion           | Diskussion |
| ----- | --------------- | --------- | --- | -------------------- | ---------- |
| 0     | Artikel (Main)  | ANR       | Artikel, die eigentlichen Inhalte des Wikis                                                                      | Diskussion           | 1          |
| 2     | Benutzer        | BNR       | Benutzer-Seiten                                                                                                  | Benutzer Diskussion  | 3          |
| 4     | Projekt         |           | Information zum Wiki (hier: „Wikipedia“)                                                                         | Wikipedia Diskussion | 5          |
| 6     | Datei           |           | Bild-, Video-, Ton- und andere Dateien                                                                           | Datei Diskussion     | 7          |
| 8     | MediaWiki       |           | Benutzereinstellungen im Mediawiki                                                                               | MediaWiki Diskussion | 9          |
| 10    | Vorlage         |           | Vorlagen (Textbausteine, Info-Boxen etc.)                                                                        | Vorlage Diskussion   | 11         |
| 12    | Hilfe           |           | Hilfe-Seiten zum Benutzen des Wiki                                                                               | Hilfe Diskussion     | 13         |
| 14    | Kategorie       |           | Kategorien zum Einordnen von Elementen aus verschiedenen Namensräumen: Artikeln, Kategorien, Vorlagen, Dateien,… | Kategorie Diskussion | 15         |

Komplexe Mediawiki-Installationen können aber hunderte Namensräume enthalten.
Jeder Artikel aus jedem Namensraum kann aus jedem anderen Artikel in jedem anderen Namensraum direkt verlinkt werden (Interner Link).

### Nutzung
Die bekanntesten Wikis, die MediaWiki nutzen, sind die Wikipedias.
Listen mit weiteren Wikis, die MediaWiki nutzen, führt die Projektseite von MediaWiki auf und ordnet sie nach Sprache des Wikis getrennt alphabetisch: deutsch, englisch, mehrsprachig.
Das Projekt WikiApiary führt ein kontinuierlich aktualisiertes Verzeichnis von Wikis, die MediaWiki nutzen.

## Geschichte

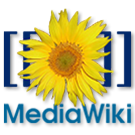
MediaWiki-Logo, bis Anfang 2021

MediaWiki entstand aus einer Wiki-Engine, die der deutsche Biochemiker Magnus Manske für die Online-Enzyklopädie Wikipedia entwickelte, als sich die zuvor eingesetzte UseModWiki-Engine den Anforderungen nicht gewachsen zeigte. Am 25. Januar 2002 wurde die erste Version, damals Phase II genannt, erstmals eingesetzt. Nach einer hauptsächlich durch Lee Daniel Crocker geschriebenen Neufassung wurde im Juni 2002 eine verbesserte Version der offiziell immer noch namenlosen Software auf dem Wikipedia-Server installiert. Der heutige Name MediaWiki wurde erstmals im Juli 2003 von dem Entwickler Daniel Meyer auf einer Mailingliste vorgeschlagen. Das Logo der Software zeigt eine von eckigen Klammern umgebene Sonnenblume und stammt von dem deutschen Erik Möller nach einem Foto von Florence Nibart-Devouard, einer französischen Agraringenieurin. Es wurde 2003 bei einem Wikipedia-Wettbewerb für das MediaWiki-Projekt gewählt.
In den Folgejahren entwickelte sich MediaWiki zu einem Open-Source-Projekt, an dem im Jahr 2005 über 60 Programmierer und Helfer beteiligt waren. Neben Wikipedia und ihren Wikimedia-Schwesterprojekten setzen heute Organisationen, Unternehmen und Institutionen MediaWiki ein.
Seit 2005 steht mit Semantic MediaWiki eine Erweiterung zur Verfügung, die es ermöglicht, zusätzlich zu Texten und medialen Inhalten, strukturierte Daten auf einer Wikiseite zu hinterlegen.

## Aktuelle Versionen
| Release | Version | Veröffentlichung | Supportende   |
| --- | ------- | ---------------- | ------------- |
| MediaWiki 1.38                                                                                                   | 1.38.x  | 2. Juni 2022     | 30. Juni 2023 |
| MediaWiki 1.39 (LTS)                                                                                             | 1.39.x  | 30. Nov. 2022    | Nov. 2025     |
| MediaWiki 1.40                                                                                                   | 1.40.x  | 30. Juni 2023    | 28. Juni 2024 |
| MediaWiki 1.41                                                                                                   | 1.41.x  | 21. Dez. 2023    | Dez. 2024     |
| MediaWiki 1.42                                                                                                   | 1.42.x  | 27. Juni 2024    | Juni 2025     |
| MediaWiki 1.43 (LTS)                                                                                             | 1.43.x  | Dez. 2024        | Dez. 2027     |
| MediaWiki 1.44                                                                                                   | 1.44.x  | 2. Juli 2025     | Juni 2026     |
| Legende:Ältere Version; nicht mehr unterstütztÄltere Version; noch unterstütztAktuelle VersionZukünftige Version |         |                  |               |